# Mansur Mustafajewitsch Issajew
Mansur Mustafajewitsch Issajew (russisch Мансур Мустафаевич Исаев; * 23. September 1986 in Kisiljurt) ist ein russischer Judoka. Er tritt seit 2008 im Leichtgewicht (bis 73 kg) an, 2012 war er Olympiasieger in dieser Gewichtsklasse.
Issajew war schon 2003 bei internationalen Junioren-Turnieren am Start, 2006 war er russischer U23-Meister. 2008 gewann er in Rotterdam beim Super-Weltcup-Turnier, im gleichen Jahr wurde er U23-Europameister. 2009 belegte er bei den Europameisterschaften in Tiflis den fünften Platz, nachdem er im Halbfinale am Niederländer Dex Elmont gescheitert war. Bei den Weltmeisterschaften 2009 in Rotterdam unterlag er im Halbfinale gegen den Südkoreaner Wang Ki-Chun, den Kampf um Bronze gegen den Kasachen Rinat Ibragimow entschied Issajew für sich. Bei den Europameisterschaften 2010 in Wien erhielt Issajew mit der russischen Mannschaft die Bronzemedaille im Teamwettbewerb. Die Weltmeisterschaften 2010 fanden in Tokio statt, Issajew verlor im Viertelfinale gegen Dex Elmont und im Kampf um Bronze gegen Wang Ki-Chun.
Bei den Weltmeisterschaften 2011 und bei den Europameisterschaften 2012 belegte Issajew jeweils den siebten Platz. Beim olympischen Turnier 2012 in London besiegte Issajew im Viertelfinale den Mongolen Saindschargalyn Njam-Otschir und im Halbfinale den Südkoreaner Wang Ki-Chun. Im Finale traf er auf den Japaner Riki Nakaya, den er mit einer Yuko-Wertung bezwang.
Der 1,72 m große Mansur Issajew bestritt auch nach seinem Olympiasieg noch zahlreiche internationale Turniere, gewann jedoch keine Medaille bei internationalen Meisterschaften mehr.